# Najerilla
Najerilla je řeka v severním Španělsku, v regionech Burgos a La Rioja. Je přítokem řeky Ebro. Její délka činí cca 100 km a povodí rozlohu 1090 km2
Řeka pramení v obci Neila v provincii Burgos. Poté teče směrem na severu pod vrcholky pohoří Urbión. PO několika kilometrech vstupuje na území autonomního společenství La Rioja a prochází obcemi Canales de la Sierra, Villavelayo, Mansilla de la Sierra (kde se nachází vodní nádrž), dále potom Anguiano, Bobadilla a Baños de Río Tobía. Odtud vstupuje do rovinaté krajiny a dále směřuje na sever, skrz město město Nájera, obec Hirmilleja a následně u obce Torremontalbo se vlévá do řeky Ebro. V údolí řeky se nachází četné ovocné sady a vinice.